# Historia de los cosacos
No está claro cuándo se empezaron a asentar los pueblos eslavos en las riberas bajas de los ríos Don y Dniéper. Es inverosímil que ocurriera antes del siglo XIII, cuando las hordas mongolas combatieron contra los cumanes y otras tribus túrquicas de ese territorio.
Catalina la Grande, Emperatriz de Rusia, consideraba a los cosacos dignos de mantener su libertad a cambio de proteger las fronteras del imperio.
Los protocosacos probablemente comenzaron a aparecer en los territorios de la actual Ucrania a mediados del siglo XIII, cuando muchos eslavos huyeron hacia el sur para escapar de la invasión mongola de la Rus de Kiev. En 1261, la crónicas rutenas mencionaban a algunos pueblos eslavos que vivían en el área entre los ríos Dniéster y Volga. En los siglos siguientes más campesinos escaparon de las vecindades de las cataratas de los ríos Don y Dniéper, cuando se empezó a desarrollar el sistema de vasallaje en Polonia y Moscovia
Los registros históricos de los cosacos antes del siglo XVI son escasos. En el siglo XV, se describía la sociedad cosaca como una difusa federación de comunidades independientes, que formaban a menudo ejércitos locales completamente separados de los estados vecinos (como por ejemplo Polonia, el Gran Ducado de Moscú o el Janato de Crimea).
En el siglo XVI, estas sociedades cosacas habían formado dos organizaciones territoriales independientes:
- Los cosacos de Zaporozhia, que habitaban en el entorno de los meandros bajos del Dniéper, en el interior del territorio de la actual Ucrania, con la capital fortificada de Sich de Zaporozhia. Fueron oficialmente reconocidos como un estado, Hueste Zaporoga, gracias a un tratado con Polonia en 1649.

- El Estado Cosaco del Don, ubicado a orillas del río Don, separando el Principado de Moscú de la Horda de Nogái, vasallos del Imperio otomano. La capital del Estado Cosaco del Don fue en un principio Cherkassk y después se trasladó a Novocherkassk.

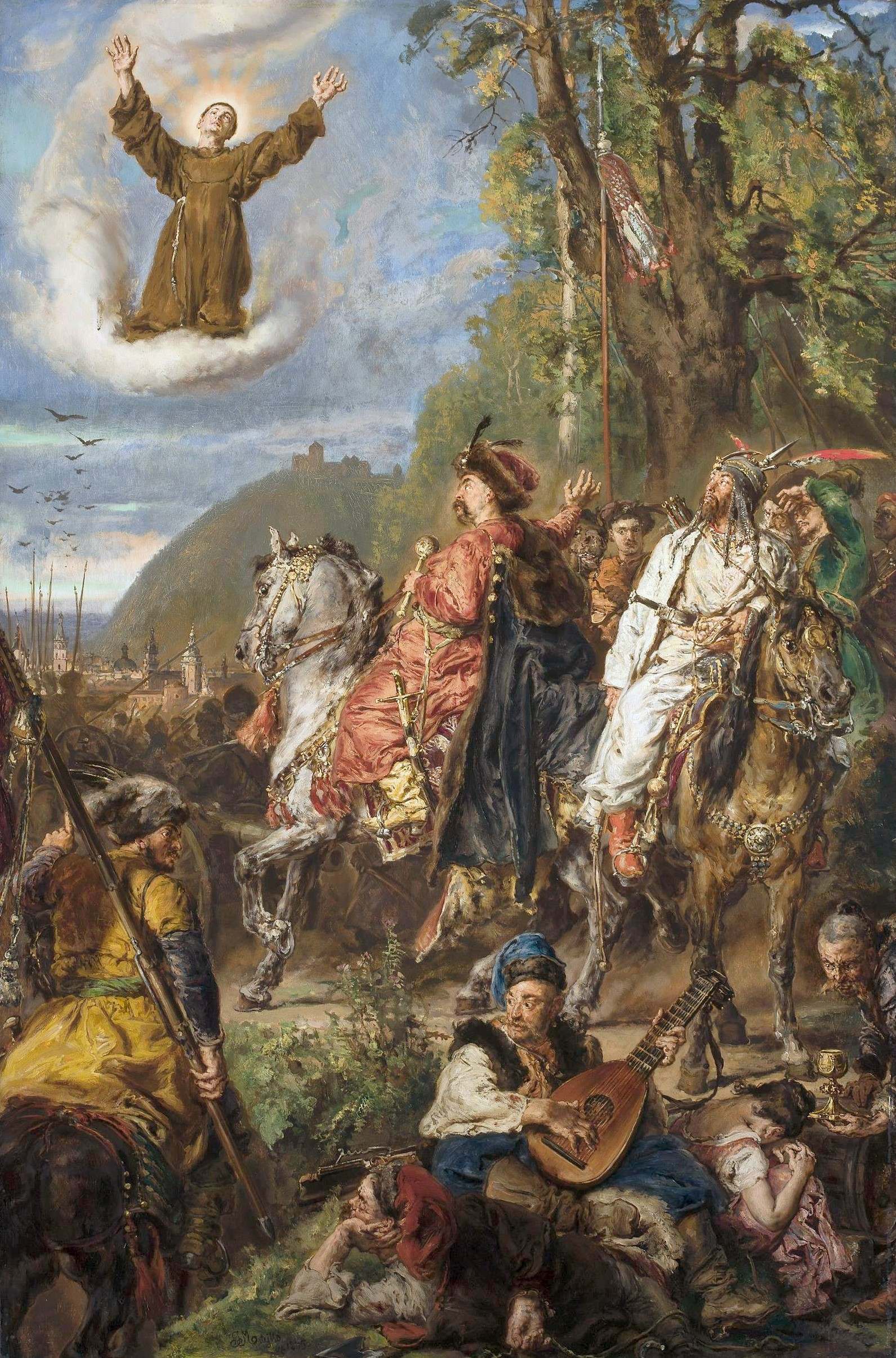
"Bogdán Jmelnitski con Tugay Bey en Lviv", óleo sobre lienzo, 1885, Museo Nacional de Varsovia. Pintado por Jan Matejko.

Algunos documentos históricos de ese periodo se refieren a esos estados como naciones soberanas con culturas guerreras únicas, cuya principal fuente de ingresos provenía del pillaje al que sometían a sus vecinos. Alcanzaron renombre por sus incursiones contra el Imperio Otomano y sus vasallos. Sus acciones incrementaron la tensión a lo largo de la frontera de la Mancomunidad Polaco-Lituana (Kresy), lo que dio como resultado una guerra constante en esos territorios durante prácticamente toda la existencia de dicha Mancomunidad.
En 1539, el gran príncipe Basilio III de Rusia pidió al sultán otomano que controlara a los cosacos, a lo que el sultán contestó: «Los cosacos no me juran lealtad y viven como les place a ellos mismos». En 1549, el zar Iván el Terrible, respondió a una petición del sultán turco de frenar las acciones agresivas de los cosacos del Don, con lo siguiente: «Los cosacos del Don no son de mi incumbencia y van a la guerra o viven en paz sin mi conocimiento». Mensajes similares circulaban entre Rusia, el Imperio otomano y la Mancomunidad de Polonia-Lituania, cada uno de los cuales intentaba explotar la belicosidad cosaca para sus propios intereses. Los cosacos por su parte se contentaron con ejercer el pillaje con todos de una manera más o menos ecuánime, aunque en el siglo XVI, con el dominio de la Mancomunidad Polaco-Lituana que se expandía hacia el sur, ésta consideraba a los cosacos de Zaporozhia como parte de sus gentes. Los cosacos registrados formaron parte del ejército de la Mancomunidad hasta 1699. 
Hacia finales del siglo XVI, las relaciones entre la Mancomunidad y el Imperio Otomano, que para empezar no eran muy cordiales, empeoraron aún más con el número creciente de acciones independientes llevadas a cabo por los cosacos. Desde la segunda mitad del siglo XVI, los cosacos empezaron a atacar territorios bajo el dominio otomano. Aunque formaban parte de la Mancomunidad, el gobierno polaco no podía controlar a los cosacos independientes, y por ello las víctimas de los ataques la consideraron responsable. De manera recíproca, los tártaros que vivían bajo dominio otomano llevaron a cabo ataques contra la Mancomunidad, en su mayoría en sus territorios sudorientales, escasamente habitados. Los piratas cosacos, sin embargo, atacaban el corazón del Imperio Otomano, las ciudades de sus prósperos puertos comerciales, que se encontraban a tan sólo dos días de navegación de la desembocadura del Dniéper. En el año 1615, los kitecosacos habían conseguido alcanzar municipios de las cercanías de Estambul. Tratados consecutivos entre el Imperio otomano y la Mancomunidad pretendían un compromiso entre ambas partes para controlar a los cosacos y a los Tártaros, pero su refuerzo fue casi inexistente a ambos lados de la frontera. En acuerdos internos, forzados por el lado polaco, los cosacos aceptaron quemar sus barcos y dejar de llevar a cabo incursiones. Sin embargo, los barcos pudieron ser reconstruidos rápidamente y el estilo de vida cosaco glorificó pillajes y botines. Durante ese tiempo, el Imperio de los Habsburgo empleaba a veces de manera encubierta incursiones cosacas para relajar la presión otomana en sus propias fronteras. Muchos cosacos y tártaros compartían una animosidad recíproca debido a los daños causados en ambos bandos por las incursiones. Las incursiones cosacas continuaron de manera regular, seguidas de la venganza por parte de los tártaros y viceversa. El caos subsiguiente y la cadena de venganzas hacían a menudo de toda la frontera sudoriental de la Mancomunidad Polaco-Lituanauna zona de guerra de baja intensidad y provocaron un aumento del clima de guerra entre la Mancomunidad y el Imperio otomano, desde las Guerras de los Magnates de Moldavia a la Batalla de Cecora y las guerra entre 1633 y 1634.
El número de cosacos se vio incrementado con la inmigración de campesinos provenientes de la Mancomunidad Polaco-Lituana. Los intentos de la szlachta (pequeña nobleza polaca) para convertir a los cosacos de Zaporozhia en siervos erosionaron la lealtad cosaca hacia la Mancomunidad, hasta entonces muy fuerte. Las ambiciones cosacas de ser reconocidos como iguales a la szlachta era desechadas constantemente y los planes de transformar la Mancomunidad binacional en tres naciones (con los cosacos y el pueblo ruteno ) se limitaron a una pequeña minoría. La decreciente lealtad de los cosacos y la arrogancia de la szlachta hacia ellos dieron como resultado varias sublevaciones cosacas contra la Mancomunidad a principios del siglo XVII. La mayor y más exitosa de dichas sublevaciones fue la Rebelión de Bohdán Jmelnytsky, que, como parte de una serie de sucesos conocidos como el Diluvio, condujo a la desintegración de la Mancomunidad Polaco-Lituana. Esta sublevación liberó a los cosacos de la esfera de influencia polaca, que se aliaron entonces con el Imperio Ruso mediante la firma del Tratado de Pereyáslav. El último e infructuoso intento de reconstruir la alianza polaco-cosaca y de crear la Mancomunidad de Polonia-Lituania-Rutenia fue el Tratado de Hádiach de 1658.
Después de esto, la nación cosaca de la Sich de Zaporozhia se dividió en dos repúblicas semiautónomas del Gran Ducado de Moscú: el Hetmanato Cosaco (Atamanato) y Zaporozhia, más independiente. Una organización cosaca se estableció también en la colonia rusa de Ucrania Libre (de Slobodá). Estas organizaciones perdieron su independencia de manera gradual y fueron abolidas por Catalina II de Rusia a finales del siglo XVIII. El Hetmanato se convirtió en el protectorado de la Pequeña Rusia, Ucrania Libre (en la actual óblast de Járkov) y Zaporozhia fue adsorbida en la Nueva Rusia. En 1775, se abolió la Sich de Zaporozhia y a los cosacos de alto rango se les concedieron títulos nobiliarios (dvoryanstvo). Algunos de los cosacos se restablecieron para colonizar la estepa del Kubán que era un punto crucial para la expansión de Rusia en el Cáucaso.
Los cosacos rusos desempeñaron un papel clave durante la expansión del Imperio ruso en Siberia (particularmente Yermak Timoféyevich), el Cáucaso y Asia Central en los siglos XVII y XIX. También sirvieron como guías a la mayoría de las expediciones rusas de geógrafos, comerciantes, exploradores y topógrafos.
Los cosacos sirvieron como guardianes de las fronteras y protectores de ciudades, fuertes, asentamientos y puestos comerciales y también llegaron a representar una parte completa del ejército ruso. Las unidades cosacas desempeñaron un papel importante en muchas guerras de los siglos XVII, XVIII y XIX (como por ejemplo las guerras ruso-turcas y las guerras ruso-persas).

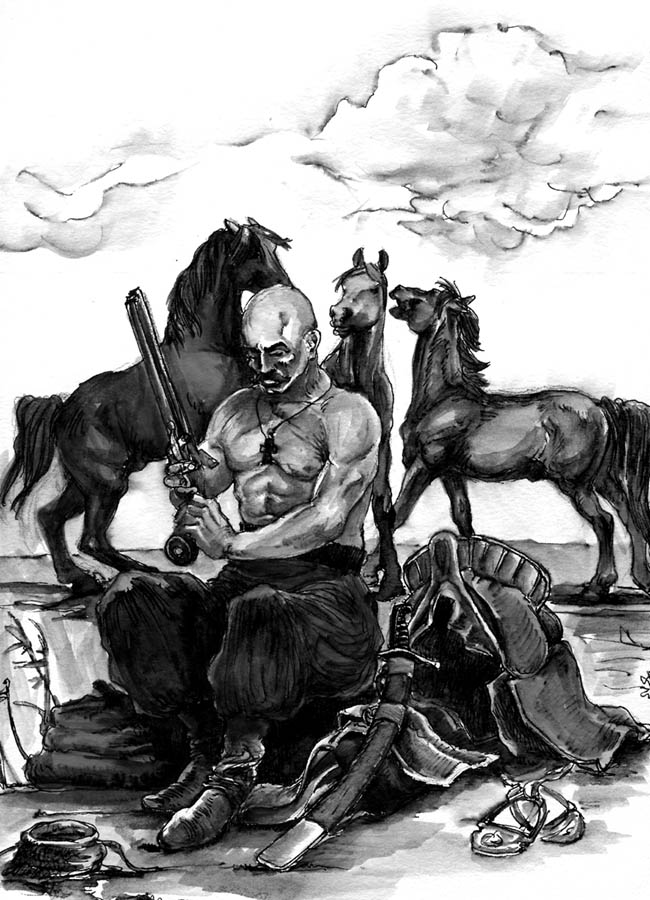
Un cosaco en la época de la Comunidad Polaco-Lituana. Cuadro de Dariusz T. Wielec.

Durante la invasión de Rusia por Napoleón, los cosacos fueron los soldados rusos más temidos por las tropas francesas. Los cosacos también tomaron parte en la guerra partisana en el interior de la Rusia ocupada por los franceses, llevando a cabo ataques contra líneas de comunicación y suministro. Estos ataques, cometidos por cosacos junto con la caballería ligera rusa y otras unidades, fueron uno de los primeros desarrollos de la táctica de la guerra de guerrillas y, en cierto modo, de las operaciones especiales tal y como las conocemos hoy.
Los europeos occidentales habían tenido pocos contactos con los cosacos antes de que los aliados ocuparan París en 1814. Siendo lo más exótico de las tropas rusas vistas en Francia, los cosacos atrajeron la atención y alcanzaron notoriedad por sus supuestos excesos durante la campaña de 1812 (invasión de Rusia por Napoleón).

## Los cosacos durante los últimos años del régimen zarista
A finales del siglo XIX, las comunidades cosacas gozaban de un estatus privilegiado libre de impuestos en el Imperio Ruso, aunque tenían un servicio militar con una duración de veinte años (reducido a dieciocho años desde 1909). Sólo pasaban cinco años a tiempo completo, ya que el resto del servicio militar lo cumplían como parte de las reservas. Los cosacos estaban organizados en dos huestes regionales separados, cada uno de los cuales comprendía un número de regimientos. En 1914, las huestes existentes eran los de: Don, Oremburgo (Orenburg), Ural, Astraján, Transbaikal, Ussuri, Siberia, Semiréchensk, Amur, Kubán y Térek. Cada host tenía su propio uniforme distintivo. Mientras que la mayoría de los cosacos servían como tropas de caballería, había unidades de infantería y artillería en varias de las huestes. Tres regimientos de cosacos formaban parte de la Guardia Imperial así como del Konvoi, la escolta montada del zar.
El sentimiento cosaco de ser una comunidad de élite aparte, les proporcionaba un fuerte sentimiento de lealtad al gobierno zarista y se utilizaba frecuentemente a las unidades cosacas para apaciguar desórdenes locales, en particular durante el largo ‘’malestar’’ de trabajadores y campesinos entre 1905 y 1906. El gobierno imperial en gran medida de la confianza depositada en los cosacos, aunque a principios del siglo XX sus comunidades separadas y su servicio militar semi-feudal se empezaron a ver como conceptos obsoletos. Los cosacos no estaban muy bien vistos por el ejército ruso que les consideraba como faltos de la disciplina y el entrenamiento de las tropas regulares. Como resultado las unidades cosacas fueron frecuentemente divididas en destacamentos para usarlos como exploradores, mensajeros o escoltas pintorescos. Cuando sobrevino la Revolución de Febrero de 1917 parece ser que los cosacos compartían el descontento general con el liderazgo zarista y los regimientos cosacos se unieron a la sublevación en San Petersburgo. Aunque sólo unas pocas unidades estuvieron envueltas, su defección (y la del Konvói) le cayó al gobierno como un jarro de agua fría y aceleró la abdicación de Nicolás II.

## Los cosacos después de la Revolución
Valorando la relativa libertad de la que habían gozado en la Rusia Imperial, los cosacos lucharon principalmente contra los bolcheviques en la Guerra Civil Rusa de 1919, dentro del Ejército Blanco y como partisanos. Al mismo tiempo, muchos cosacos pobres también se unieron al Ejército Rojo, y en Ucrania, al Ejército Negro de Néstor Majnó. A pesar de ello, tras la victoria de los bolcheviques soviéticos, el nuevo régimen reprimió la cultura cosaca y su modo de vida. Stalin ordenó persecuciones, deportaciones en masa, y ejecuciones con el fin de llevar a cabo la descosaquización. De todas maneras, el entonces Secretario General del Partido Comunista Soviético reactivó las unidades cosacas bajo estricta vigilancia en vísperas de la Segunda Guerra Mundial.
Durante la invasión alemana de la Unión Soviética las unidades cosacas adoptaron de nuevo posiciones en los dos bandos opuestos en el conflicto, con el ejército nacionalsocialista y con el soviético, puesto que otros cosacos resolvieron rebelarse contra Stalin para tratar de obtener una independencia más o menos definitiva. Un grupo destacable eran los cosacos de Lienz, que trabajaron para los nazis durante la Segunda Guerra Mundial. Por parte de los alemanes e italianos incluso se les prometió crear un estado cosaco en Carnia, en el norte de Italia, a salvo de la persecución estalinista. Se rindieron ante el ejército británico en Austria en 1945, esperando poder unirse a los británicos para luchar contra el comunismo. Sin embargo, éstos demostraron poca simpatía hacia ellos puesto que se les consideraba como colaboradores de los nazis y fueron entregados al gobierno soviético, para ser ejecutados o encarcelados. Después de terminada la guerra, Inglaterra y Estados Unidos resolvieron limpiarse las manos dejando que Stalin se encargara de darle a los cosacos el trato que le pareciera más conveniente, deportando a todo cosaco encontrado en Europa, de regreso a la Unión Soviética. Repatriaron más de 150.000 hombres, mujeres y niños cosacos a la Unión Soviética. Mucha de esa gente nunca han sido ciudadanos soviéticos. Por supuesto que Stalin, libre de la necesidad de usarlos como tropas, volvió a perseguirlos con mayor crueldad, hasta prácticamente borrarlos de la faz de la tierra.
Desde el colapso de la Unión Soviética, se han multiplicado los esfuerzos para recuperar las tradiciones cosacas. En abril de 2005, el presidente ruso Vladímir Putin presentó a la Duma Estatal una factura por los servicios estatales de los cosacos rusos (О государственной службе российского казачества), que pasó en primera lectura el 18 de mayo de 2005. Ante el creciente prestigio y añoranza por la época Románov en Rusia, se han reactivado en forma parcial las tradiciones y rituales cosacos.
Siguiendo la Revolución Rusa, durante la Guerra Civil, la mayoría de los cosacos lucharon a favor del Zar Nicolás II. Muchos oficiales y cosacos experimentados lucharon para el Ejército Blanco y una pequeña minoría se unió al Ejército Rojo, incluyendo al comandante Semión Budionni. Después de la derrota del Ejército Blanco, se implantó una política de descosaquización (raskazáchivanie) sobre los cosacos supervivientes y sus lugares natales, ya que se los vio como una amenaza potencial al nuevo régimen. Esta medida implicó la partición de su territorio entre otras divisiones, dando estas partes a las nuevas repúblicas de minorías y animando a esas gentes a establecerse en dichos territorios, lo que fue especialmente notable en el territorio de los cosacos del río Térek. Las tierras natales de los cosacos eran a menudo muy fértiles y durante la campaña de colectivización compartieron el mismo destino que los kuláks. La hambruna de 1933 fue especialmente dura en los territorios del Don y del Kubán.
Sin embargo, en 1936, bajo la presión de los antiguos descendientes de cosacos, como Budionni, se decidió reintroducir fuerzas cosacas en el Ejército Rojo. Durante la Segunda Guerra Mundial, los cosacos se encontraron de nuevo a ambos lados del conflicto, ya que la mayoría de los colaboradores nazis procedía de refugiados del antiguo Ejército Blanco. Los cosacos del Ejército Rojo lucharon en el frente del sur, donde las estepas abiertas les hacían ideales para patrullas y logística. Una facción de cosacos marchó sobre la Plaza Roja durante el famoso desfile de la victoria en 1945.
Después de la guerra, el Ejército Soviético decidió desprenderse de los cosacos, así como de la caballería, por considerarlos obsoletos. En los años de postguerra muchos descendientes de cosacos se vieron asimismo como simples campesinos. Aquellos que vivían en el interior de una república autónoma dejaban frecuentemente el camino libre a la minoría en cuestión migrando hacia cualquier otro lugar (en muchas ocasiones hacia el Báltico).
A finales de los años 1980, en la URSS de la perestroika, muchos herederos de los cosacos comenzaron de forma entusiasta a recuperar sus tradiciones nacionales. Finalmente, en 1988 la URSS aprobó una ley que permitía la formación de los antiguos voiskos, junto con los nuevos. El mayor atamán del voisko fue condecorado con el rango de mariscal y la estrella y el derecho a reconocer un nuevo voisko. Desde entonces los cosacos tomaron parte activa en muchos de los conflictos que ocurrieron después: Transnistria, Abjasia, Osetia del Sur, Kosovo y Chechenia. Mientras el impacto de los cosacos en el resultado de los conflictos atraía raramente la atención de los medios de comunicación, los cosacos fueron conocidos por su alta moral y bravura, como lo habían sido anteriormente.
En 2005, los cosacos adquirieron nuevos derechos y quizá dentro del territorio desde el río Dniéster a través de la estepa hasta el río Ural, se pueda ver realizada algún día.
- Datos: Q11682532